# 무우주론
무우주론(無宇宙論, acosmism)은 우주 및 세계의 실재성을 부정하고, 모든 것이 유일하게 실재하는 신의 그림자에 지나지 않는다는 주장이다.

## 같이 보기
- 크리스천 사이언스
- 영지주의
- 카발라
- 허무주의
- 유아론